# Raba Wyżna (gromada)
Raba Wyżna – dawna gromada, czyli najmniejsza jednostka podziału terytorialnego Polskiej Rzeczypospolitej Ludowej w latach 1954–1972.
Gromady, z gromadzkimi radami narodowymi (GRN) jako organami władzy najniższego stopnia na wsi, funkcjonowały od reformy reorganizującej administrację wiejską przeprowadzonej jesienią 1954 do momentu ich zniesienia z dniem 1 stycznia 1973, tym samym wypierając organizację gminną w latach 1954–1972.
Gromadę Raba Wyżna z siedzibą GRN w Rabie Wyżnej utworzono – jako jedną z 8759 gromad na obszarze Polski – w powiecie nowotarskim w woj. krakowskim, na mocy uchwały nr 27/IV/54 WRN w Krakowie z dnia 6 października 1954. W skład jednostki wszedł obszar dotychczasowej gromady Raba Wyżna ze zniesionej gminy Raba Wyżna w tymże powiecie. Dla gromady ustalono 22 członków gromadzkiej rady narodowej.
30 czerwca 1960 do gromady Raba Wyżna przyłączono obszar zniesionej gromady Sieniawa.
Gromada przetrwała do końca 1972 roku, czyli do kolejnej reformy gminnej. Z dniem 1 stycznia 1973 roku reaktywowano gminę Raba Wyżna.